# Ultramagnetic MCs
Ultramagnetic MCs — американская хип-хоп-группа из Бронкса, Нью-Йорк. Первоначально группа состояла из Кула Кита, Сида Ги, TR Love и Moe Love, а с 1989 года к ним неофициально присоединился Tim Dog. В 1990 году в коллектив на место диджея и концертного менеджера группы пришел DJ Jaycee.
В 2001 году, выпустив за 17 лет своей карьеры три студийных альбома, группа распалась. Однако в 2006 году после создания Кулом Китом и Big.D супергруппы The Commissioner, участники Ultramagnetic MCs приняли решение о воссоединении. В 2007 году, после 14-летнего перерыва группа выпустила свой четвертый полноформатный альбом The Best Kept Secret.
Ultramagnetic MCs являются представителем направления ньюскула в хип-хоп музыке, а дебютный альбом коллектива, Critical Beatdown, признан одной из наиболее значительных и влиятельных записей золотой эры хип-хопа. В музыкальном плане группа характеризуется использованием нетрадиционных для хип-хопа семплов, тяжелыми фанк-битами, многосложными рифмами и необычной лирической образностью.

## Дискография

### Студийные альбомы
- Critical Beatdown (1988)
- Funk Your Head Up (1992)
- The Four Horsemen (1993)
- The Best Kept Secret (2007)

### Сборники
- The Basement Tapes 1984–1990 (1994)
- New York What Is Funky (1996)
- Mo Love's Basement Tapes (1996)
- Pimp Fiction (1997)
- The B-Sides Companion (1997)
- Smack My Bitch Up (1998)
- Ultramagnetic Foundation-Tr love DJ Moe love present (Ultra Laboratory stories) (2010)

### Синглы
- «To Give You Love»/«Make You Shake» (1984)
- «Ego Trippin'»/«Ego Bits»/«Funky Potion» (1986)
- «Traveling At The Speed of Thought (Original)»/«M.C.'s Ultra (Part Two)» (1987)
- «Mentally Mad»/«Funky» (1987)
- «Watch Me Now»/«Feelin' It» (1988)
- «Ease Back»/«Kool Keith Housing Things» (1988)
- «Give The Drummer Some»/«Moe Luv Theme» (1989)
- «Traveling At The Speed Of Thought (Remixes/LP Version)»/«A Chorus Line» (при участии Tim Dog) (1989)
- «Make It Happen»/«A Chorus Line (Pt. II)» (1991)
- «Poppa Large (East Coast Remix)/(West Coast Remix)» (1992)
- «Two Brothers With Checks (San Francisco Harvey)»/«One Two, One Two» (1993)
- «Raise It Up (featuring Godfather Don)»/«The Saga Of Dandy, The Devil And Day (Black Baseball)» (1993)
- «I’m Fuckin' Flippin» (1994)
- «Watch Your Back» (1997)
- «Make It Rain»/«Mix It Down» (2001)
- «Mechanism Nice (Born Twice)»/«Nottz» (2006)